# Tandam Hulu Dua
Tandam Hulu Dua is een bestuurslaag in het regentschap Deli Serdang van de provincie Noord-Sumatra, Indonesië. Tandam Hulu Dua telt 7583 inwoners (volkstelling 2010).